# Kamikaze (álbum de Deke Leonard)
Kamikaze es el segundo álbum de estudio en solitario de Deke Leonard, miembro de Man. Fue publicado en julio de 1974 a través del sello United Artists Records.

## Antecedentes
Leonard grabó su primer álbum en solitario, Iceberg, con Mike Gibbins (Badfinger), Byron Berline (The Flying Burrito Brothers), Tommy Riley, Martin Ace, Beau Adams y todos los integrantes de Help Yourself. Necesitando una banda para hacer una gira y promocionar el álbum, formó la banda Iceberg, con los ex Corncrackers Brian Breeze (guitarra) y Keith Hodge (batería), y el ex Help Yourself Paul Burton (bajo). Después de la gira del álbum, Martin Ace reemplazó a Burton y, después de otra gira, Dave Charles reemplazó a Hodge. Esta formación grabó el álbum Kamikaze.

## Grabación y contenido
Las sesiones de grabación del álbum tuvieron lugar entre junio de 1973 hasta enero de 1974 en tres estudios diferentes del Reino Unido: Rockfield (Galés), Chipping Norton y Olympic (Inglaterra). Dave Charles produjo el álbum. Kamikaze once canciones. Diez de las pistas fueron escritas por el propio Leonard. Los músicos de sesión incluían al violinista Byron Berline en «Sharpened Claws», y al batería y compañero de banda Terry Williams en «The Devil's Gloves».

## Recepción de la crítica
Un escritor no especificado de Record World escribió: “La energía eléctrica llena los ritmos, ya sean metálicos o de ritmo más dulce, mientras el guitarrista, teclista y vocalista británico muestra una destreza renovada”.

## Lista de canciones
Todas las canciones escritas y compuestas por Deke Leonard, excepto donde esta anotado.
Lado uno
1. «Cool Summer Rain» (D. Leonard, Francis Leonard) – 0:30
2. «Jayhawk Special» – 4:15
3. «Sharpened Claws» – 7:20
4. «Taking the Easy Way Out» – 5:30
5. «The Black Gates of Death» – 4:45
6. «Stacia» – 1:00

Lado dos
1. «Broken Glass and Lime Juice» (D. Leonard, F. Leonard) – 5:35
2. «April the Third» – 3:50
3. «Louisiana Hoedown» (Tom Riley) – 2:52
4. «In Search of Sarah and Twenty-Six Horses» – 6:35
5. «The Devil's Gloves» – 5:10

## Créditos y personal
Créditos adaptados desde las notas de álbum de Kamikaze.
Músicos
- Deke Leonard – voces en todas las canciones excepto «Cool Summer Rain» y «Stacia», piano en todas las canciones excepto «Cool Summer Rain», «Stacia», «Louisiana Hoedown» y «The Devil's Gloves», guitarra
- Martin Ace – bajo eléctrico en todas las canciones excepto «Cool Summer Rain», «Stacia», «Louisiana Hoedown» y «The Devil's Gloves»
- Brian Breeze – guitarra en todas las canciones excepto «Cool Summer Rain», «Sharpened Claws», «April the Third» y «Louisiana Hoedown»
- Dave Charles – batería en «Jayhawk Special» y «Sharpened Claws», conga en «The Devil's Gloves»
- Byron Berline – violín tradicional, mandolina en «Sharpened Claws»
- Keith Hodge – batería en «Taking the Easy Way Out», «The Black Gates of Death», «Broken Glass and Lime Juice» y «In Search of Sarah and Twenty-Six Horses», coros en «Taking the Easy Way Out» y «The Black Gates of Death», percusión en «April the Third»
- Tom Riley – batería en «April the Third» y «Louisiana Hoedown»
- Lincoln Carr – bajo eléctrico, guitarra en «Louisiana Hoedown»
- Micky Jones – guitarra en «The Devil's Gloves»
- Terry Williams – batería en «The Devil's Gloves»

## Posicionamiento
| Gráfica (1974)                        | Pico de posición |
| ------------------------------------- | ---------------- |
| Reino Unido (Record Mirror Top Fifty) | 50               |